# Federazione Italiana Sport del Ghiaccio
La Federazione Italiana Sport del Ghiaccio (FISG) è un'organizzazione fondata nel 1926 per promuovere la pratica degli sport invernali su ghiaccio e coordinarne l'attività agonistica in Italia.

## Storia
La prima Federazione Italiana Sport del Ghiaccio fu istituita nel 1926 a Milano come risultato della fusione di tre federazioni esistenti: la Federazione Italiana Pattinaggio, la Federazione Italiana di Hockey e la Federazione Bob Club d'Italia. Nel 1933 la FISG venne a sua volta aggregata alla Federazione Italiana dello Sci per dare vita alla Federazione italiana sport invernali (FISI), con sede a Roma.
Dopo la Seconda guerra mondiale vennero ricostituite due federazioni indipendenti del pattinaggio su ghiaccio e dell'hockey su ghiaccio. Il 6 settembre 1952 - sotto la direzione dello storico presidente Remo Vigorelli le due federazioni si unirono nuovamente in un'unica entità, la rinata Federazione Italiana Sport del Ghiaccio.
La FISG è un membro dell'International Skating Union (Pattinaggio di velocità e pattinaggio di figura), dell'IIHF (hockey), della WCF (Curling) e della IFI (stock sport).

## Presidenti
I presidenti della FISG dalla fondazione a oggi:
- 1926-1927 Alberto Bonacossa
- 1927-1933 Luigi Tornielli di Borgolavezzaro
- 1934-1945 Renato Ricci (Federazione Italiana Sport Invernali)
- 1946-1952 Enrico Calcaterra (Federazione Italiana Hockey su Ghiaccio); Remo Vigorelli (Federazione Italiana Pattinaggio)
- 1952-1960 Remo Vigorelli
- 1960-1972 Enrico Calcaterra
- 1972-1980 Mario Pinferi
- 1980-1992 Luciano Rimoldi
- 1992-1997 Paul Seeber
- 1997-2014 Giancarlo Bolognini
- 2014-in carica Andrea Gios

## Segretari generali
I segretari generali della FISG dalla fondazione ad oggi:
- 1926-1927 Giuseppe Crivelli
- 1927-1933 Gaetano Cappelli
- 1934-1946 Romolo Giacomini (Federazione Italiana Sport Invernali)
- 1946-1952 Arnoldo Rampinelli (Federazione Italiana Hockey su Ghiaccio); Vincenzo Serafin (Federazione Italiana Pattinaggio)
- 1952-1980 Aldo Caroli
- 1980-1981 Federico Saviozzi (reggente)
- 1981-1982 Raffaele Giacomazza (ad interim - facente funzioni)
- 1982-1983 Giorgio Ghersina (facente funzioni)
- 1983-1984 Nicola Bozzi
- 1984-1991 Federico Saviozzi (reggente)
- 1991-1994 Roberto Contento (ad interim), Maurizio Gamba (facente funzioni)
- 1994-1999 Nando Buonomini
- 1999-2001 Giuliano Spingardi
- 2001 (aprile)-2001 (novembre) Gianni Storti
- 2001-2003 Alberto Berto (reggente)
- 2003-2015 Alberto Berto
- 2015-in carica Ippolito Sanfratello

## Membri del Consiglio Federale
| Periodo   | Presidente          | Vicepresidente       | Consiglieri Federali | Consiglieri di Settore | Consiglieri di Settore | Consiglieri di Settore | Consiglieri di Settore | Consiglieri di Settore | Rappresentanza dei Tecnici     | Rappresentanza degli Atleti                                  | GAHG          | GUG                   | Rappresentante Consulta militare | Rappresentante Società paralimpiche |
| Periodo   | Presidente          | Vicepresidente       | Consiglieri Federali | Curling                | Figura                 | Hockey                 | Stock Sport            | Velocità               | Rappresentanza dei Tecnici     | Rappresentanza degli Atleti                                  | GAHG          | GUG                   | Rappresentante Consulta militare | Rappresentante Società paralimpiche |
| --------- | ------------------- | -------------------- | --- | ---------------------- | ---------------------- | ---------------------- | ---------------------- | ---------------------- | ------------------------------ | ------------------------------------------------------------ | ------------- | --------------------- | -------------------------------- | ----------------------------------- |
| 1988-1992 | Luciano Rimboldi    |                      | Marco Biasi Nilo Riva Pietro Carrara Riccardo Amort Mario Camosi Giancarlo Ferracini Mazzoleni Consigliere libero Gino Merler Peter Baumgartner Gianmario Scola | Enea Pavani            | Giorgio Siniscalco*    | Paul Seeber*           | Helmuth Rimbl          | Luciano Tava*          |                                |                                                              |               |                       |                                  |                                     |
| 1992-1996 | Paul Seeber         |                      | |                        |                        |                        |                        |                        |                                |                                                              |               |                       |                                  |                                     |
| 1996-1997 | Paul Seeber         |                      | |                        |                        |                        |                        |                        |                                |                                                              |               |                       |                                  |                                     |
| 1997-2000 | Giancarlo Bolognini |                      | Robert Gamper Renato De Toni Antonio Poli Luciano Tava Rudi Maggiorotto Diego Urbani Valeriano Vianini Giordano Vittone Luciano Tomasello                       | Franco Zumofen         | Nicoletta Petrini Vio  | Anton Seebacher        | Peter Longo            | Sergio Anesi           |                                |                                                              |               |                       |                                  |                                     |
| 2000-2002 | Giancarlo Bolognini |                      | |                        |                        |                        |                        |                        |                                |                                                              |               |                       |                                  |                                     |
| 2002-2006 | Giancarlo Bolognini |                      | Massimo Costantini Dimitri De Marchi Mario Lievore Luigi Ortalli Luciano Tava Luciano Tomasello Karl Linter Giordano Vittone Sergio Worndle                     | Franco Zumofen         | Renato Pennisi         | Luigi Merler           | Johann Mulser          | Erminia Turci Saltori  | Stefano Da Prà Emanuela Gaia   | Martin Pavlu Walter Cecconi Nicola Franceschina Robert Parth | Renzo Stenico | Nicoletta Petrini Vio |                                  |                                     |
| 2006-2010 | Giancarlo Bolognini |                      | Walter Andriolo Massimo Costantini Dimitri De Marchi Riccardo Amort Claudio Franceschini Luciano Tava Luciano Tomasello Dario Saletta Diego Urbani              | Franco Zumofen         | Nicoletta Vio Petrini  | Karl Linter            | Johann Mulser          | Erminia Turci Saltori  | Alessandro Fummi Emanuela Gaia | Walter Cecconi Karl Masoner Martin Pavlu Joel Retornaz       | Renzo Stenico |                       |                                  |                                     |
| 2010-2014 | Giancarlo Bolognini |                      | Luigi Alverà Riccardo Amort Renato Donati Claudio Franceschini Mario Lievore Luigi Ortalli Renato Pennisi Luciano Tava Helmut Visintin                          | Eros Gonin             | Francesca Invernizzi   | Karl Linter            | Helmut Waldthaler      | Sergio Anesi           | Emanuela Gaia Adolfo Mosaner   | Walter Cecconi Hugo Herrnhof Alois Romen Manfred Zanotti     | Renzo Stenico |                       |                                  |                                     |
| 2014-2018 | Andrea Gios         | Reinhard Zublasing   | | Luigi Alverà           | Andrea Angelo Garello  | Tommaso Teofoli        | Helmuth Waldthaler     | Sergio Anesi           | Monica Domenicali              | Enrico DorigattiAlois Romen                                  | Renzo Stenico | Fabio Bianchetti      | ?                                | ?                                   |
| 2018-2022 | Andrea Gios         | Reinhard Zublasing   | | Eros Gonin             | Paolo Pizzocari        | Tommaso Teofoli        | Johann Mulser          | Luigi Sartorato        | Monica Domenicali              | Angela MenardiLuca Lanotte                                   | Renzo Stenico | Fabio Bianchetti      | Gabriele Di Paolo                | Giuseppe Antonucci                  |
| 2022-2026 | Andrea Gios         | Thomas Rottensteiner | Paolo Pizzocari Marcello Cobelli Johann Mulser Luigi Sartorato Giuseppe Antonucci Nadia Bortot                                                                  |                        |                        |                        |                        |                        | Monica Domenicali              | Angela Menardi Mattia Giovanella                             | Karel Metelka | Fabio Bianchetti      |                                  |                                     |

## Discipline
Attualmente la FISG si occupa delle seguenti discipline sportive:
- Hockey su ghiaccio
- Pattinaggio di velocità e Short track
- Pattinaggio di figura (Danza su ghiaccio, Pattinaggio artistico su ghiaccio, Pattinaggio sincronizzato)
- Curling
- Stock sport
- Paralimpiche: Ice Sledge Hockey e Wheelchair Curling

## Loghi storici

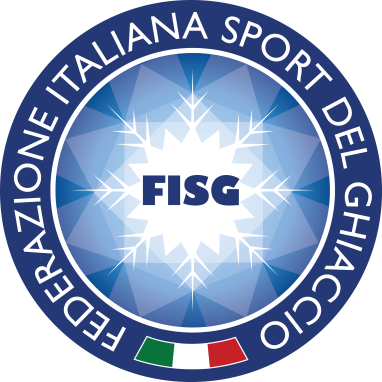
Logo in uso dal 2018